# Républicanisme irlandais
 (mars 2025).
Le républicanisme irlandais est une idéologie politique opposée à la présence britannique en Irlande, et prônant la réunification de l'île en une république égalitariste.

## Histoire
Pendant le dix-neuvième siècle il est fortement influencé par le radicalisme des républiques américaine et française. Vers le milieu du XXe siècle l'influence prédominante au sein du républicanisme irlandais devient marxiste-léniniste et anticolonialiste.
Le fondateur du républicanisme irlandais est le protestant Theobald Wolfe Tone et son mouvement, les United Irishmen, inspiré par les Patriots américains et les Patriotes de la France révolutionnaire. À la fin du XVIIIe siècle, cette idée est portée à la fois par la bourgeoisie libérale protestante d'Irlande et par la paysannerie catholique. Après l'échec de la rébellion irlandaise de 1798, la bourgeoisie protestante se divise en deux - comme en France avec Légitimistes et Orléanistes, un camp libéral et modéré se range du côté de l'Establishment anglais, un libéralisme pourtant trop conservateur pour les républicains irlandais, qui comme leurs homologues radicaux de l'époque réclament une démocratisation plus profonde, à commencer par l'égalité de vote (suffrage universel); alors qu'un camp réactionnaire milite activement pour la préservation du discrimination (Orangisme et loyalisme) .
À la différence de ses homologues français ou américains, ce contexte ethno-religieux au sein du Royaume-Uni fait en sorte que le républicanisme irlandais abrite deux pôles. L'un est révolutionnaire, laïque et égalitariste, inspiré par le républicanisme radical des révolutions française et américaine et le Printemps des peuples de 1848 : il mythifie l'ancienne union rompue entre catholiques et protestants, sentiment symbolisé par le drapeau irlandais, union du vert des Irlandais et de l'orange des Orangistes. Cependant, dans un contexte de discrimination politique ethnique et religieuse (voir : anticatholicisme au Royaume-Uni, les lois pénales, et le mouvement pour les droits civiques en Irlande du Nord), le républicanisme irlandais contenait aussi bien une lecture compatible avec le cléricalisme catholique, un nationalisme catholique où l'on voit des influences de Maurice Barrès et Charles Maurras.
À commencer au 19e siècle, à l'instar de mouvements républicains radicaux contemporains tel les Carbonaris, l'action armée tient une place importante dans la tradition républicaine irlandaise. Son histoire s'émaille de soulèvements et de groupes armés clandestins : les Irlandais unis dans les années 1790, la Jeune Irlande vers 1848, le Fenian Brotherhood vers 1860, l'Irish Republican Brotherhood vers 1880, les Volontaires irlandais vers 1916, et l'Armée républicaine irlandaise et ses successeurs présumés (Irish Republican Army (1922-1969)) et homonymiques (Armée républicaine irlandaise provisoire) depuis 1919.